# Mount Tenney
Mount Tenney är ett berg i Antarktis. Det ligger i Västantarktis. Argentina, Chile och Storbritannien gör anspråk på området. Toppen på Mount Tenney är 1 292 meter över havet.
Terrängen runt Mount Tenney är kuperad österut, men västerut är den platt. Terrängen runt Mount Tenney sluttar brant österut. Trakten är obefolkad. Det finns inga samhällen i närheten.